# Justin Sandercoe
Justin Sandercoe est né en 1976 et a grandi en Tasmanie. Il est guitariste, auteur, compositeur, producteur et professeur de guitare australien. Il vit et travaille à Londres depuis 1996. 

## Carrière
Le site Web officiel de Justin Sandercoe est lancé en juillet 2003 . À l'origine, le site proposait de courtes vidéos afin de promouvoir ses leçons privées de guitare. Le site a commencé à devenir réellement populaire lorsque, en décembre 2006, Justin Sandercoe commence à faire des vidéos pédagogiques sur Youtube. Le site est désormais un des sites de cours de guitare les plus populaires sur le Web. Début 2013, le site comptait 662 leçons gratuites et plus de 20 000 visiteurs uniques à travers le monde. Ses vidéos Youtube ont passé le cap des 100 millions de vues en août 2011. Justin Sandercoe est partenaire de Youtube depuis 2008.
L'ensemble du site est accessible gratuitement et fonctionne selon un système de donations. Le site, ainsi que les vidéos, sont principalement en anglais. L'ensemble est actuellement traduit bénévolement par la communauté.
Le Telegraph Newspaper a listé Justin parmi les dix personnes les plus influentes du Royaume-Uni sur Youtube. Le journal The Independent le désigne comme un des professeurs de guitare les plus influents de l'histoire. Son travail est félicité par quelques guitaristes mythiques tels que Brian May et Steve Vai.
En 2007, il crée, avec son ami Jed Wardley, la maison de production Chocolate Cake Productions afin de produire des DVD pédagogiques. En juin 2012, onze DVD étaient disponibles, parmi lesquels Master The Major Scale, Really Useful Strumming Techniques, la série Solo Blues Guitar, The JustinGuitar Beginner's Course et Intermediate Method. Justin Sandercoe publie aussi quelques livres électroniques (format .pdf), dont Practical Music Theory, The Chord Construction Guide et Understanding Rhythm Notation.
Depuis 2012, il participe ponctuellement à des journées de cours en collaboration avec Marty Schwartz, lui aussi professeur de guitare sur Internet.

## Collaboration avec Katie Melua
Justin Sandercoe a produit et composé pour Katie Melua. Il a aussi joué (guitare électrique et acoustique) dans son groupe sur scène entre 2005 et 2008. Il lui a par ailleurs appris la guitare et est toujours son professeur actuellement.
Justin Sandercoe a gagné son premier disque de platine avec l'album "Call Off The Search" (en Afrique du Sud).

## Prestations scéniques
Sandercoe a fait de nombreux concerts à travers le monde. Il participe notamment en 2004 aux Brit Awards, au The Johnny Vaughn house band en 2005, et au Today Show en 2006 aux États-Unis. Lors de la tournée européenne avec Katie Melua, il participe aussi aux World Music Awards, au Live Earth Concert à Hambourg, au North Sea Jazz Festival à Rotterdam, ainsi qu'aux German ECHO awards.
Entre 2000 et 2005, il a réalisé plus de 1 000 concerts avec son groupe, les Counterfeit Stones, reprenant les morceaux des Rolling Stones.

## Magazines
Sandercoe a écrit quelques articles pour les magazines Guitar Techniques, Total Guitar et Guitar.

## Discographie
- Small Town Eyes (2010)